# رود بوقسیق
رود بوقسیق (انگلیسی: Boksyk) یک رودخانه در استان آق‌مولای کشور قزاقستان است.